# I liga urugwajska w piłce nożnej (1991)
- Mistrz Urugwaju 1991: Defensor Sporting
- Wicemistrz Urugwaju 1991: Club Nacional de Football
- Copa Libertadores 1992:  Defensor Sporting (zwycięzca turnieju Liguilla Pre-Libertadores), Club Nacional de Football (wicemistrz turnieju Liguilla Pre-Libertadores)
- Copa CONMEBOL 1992: CA Peñarol (trzeci w turnieju Liguilla Pre-Libertadores), Danubio FC (czwarty w turnieju Liguilla Pre-Libertadores)
- Spadek do drugiej ligi: Huracán Buceo Montevideo, El Tanque Sisley Montevideo
- Awans z drugiej ligi: River Plate Montevideo

Mistrzostwa Urugwaju w roku 1991 były mistrzostwami rozgrywanymi według systemu, w którym wszystkie kluby rozgrywały ze sobą mecze każdy z każdym u siebie i na wyjeździe, a o tytule mistrza i dalszej kolejności decydowała końcowa tabela. Miejsce w końcowej tabeli mistrzostw nie decydowało o prawie gry w międzynarodowych pucharach – o tym zadecydował oddzielny turniej zwany Liguilla Pre-Libertadores, rozegrany na koniec sezonu. Dwa najlepsze kluby w tym turnieju uzyskały prawo gry w Copa Libertadores 1992, a trzeci i czwarty zespół – w Copa CONMEBOL 1992. Z ligi spadły dwa kluby, a awansował tylko jeden, co zmniejszyło ligę z 14 do 13 klubów.

## Primera División

### Końcowa tabela sezonu 1991
| Poz | Klub                        | Mecze | Zw | Rem | Por | Pkt | BrZd | BrStr |
| --- | --------------------------- | ----- | -- | --- | --- | --- | ---- | ----- |
| 1   | Defensor Sporting           | 26    | 13 | 8   | 5   | 34  | 30   | 13    |
| 2   | Club Nacional de Football   | 26    | 13 | 7   | 6   | 33  | 40   | 27    |
| 3   | Montevideo Wanderers        | 26    | 10 | 12  | 4   | 32  | 29   | 21    |
| 4   | CA Peñarol                  | 26    | 10 | 11  | 5   | 31  | 27   | 22    |
| 5   | Danubio FC                  | 26    | 11 | 7   | 8   | 29  | 28   | 19    |
| 6   | Central Español Montevideo  | 26    | 8  | 13  | 5   | 29  | 24   | 24    |
| 7   | CA Cerro                    | 26    | 7  | 13  | 6   | 27  | 18   | 16    |
| 8   | Liverpool Montevideo        | 26    | 6  | 14  | 6   | 26  | 25   | 24    |
| 9   | CA Bella Vista              | 26    | 4  | 14  | 8   | 22  | 20   | 31    |
| 10  | Racing Montevideo           | 26    | 6  | 10  | 10  | 22  | 20   | 27    |
| 11  | Huracán Buceo Montevideo    | 25    | 8  | 6   | 11  | 22  | 31   | 37    |
| 12  | Progreso Montevideo         | 26    | 6  | 9   | 11  | 21  | 23   | 31    |
| 13  | Rentistas Montevideo        | 26    | 5  | 9   | 12  | 19  | 22   | 29    |
| 14  | El Tanque Sisley Montevideo | 25    | 4  | 7   | 14  | 15  | 14   | 30    |

### Klasyfikacja strzelców bramek
| Gole | Piłkarz                 | Klub                      |
| ---- | ----------------------- | ------------------------- |
| 15   | Julio César Dely Valdés | Club Nacional de Football |
| 9    | Paulinho Alves          | CA Peñarol                |
| 9    | Ramón Víctor Castro     | Montevideo Wanderers      |

## Liguilla Pre-Libertadores 1991

### Tabela końcowa Liguilla Pre-Libertadores 1991
| Poz | Klub                       | Mecze | Zw | Rem | Por | Pkt | BrZd | BrStr |
| --- | -------------------------- | ----- | -- | --- | --- | --- | ---- | ----- |
| 1   | Defensor Sporting          | 5     | 3  | 1   | 1   | 7   | 9    | 6     |
| 2   | Club Nacional de Football  | 5     | 2  | 2   | 1   | 6   | 7    | 4     |
| 3   | CA Peñarol                 | 5     | 2  | 2   | 1   | 6   | 6    | 2     |
| 4   | Danubio FC                 | 5     | 3  | 0   | 2   | 6   | 9    | 9     |
| 5   | Central Español Montevideo | 4     | 1  | 1   | 2   | 3   | 4    | 7     |
| 6   | Montevideo Wanderers       | 4     | 0  | 0   | 4   | 0   | 6    | 13    |

Wobec równej liczby punktów drugi i trzeci zespół w tabeli stoczyły pojedynek barażowy dający prawo gry w Copa Libertadores 1992.
| Mecz                                                  |
| ----------------------------------------------------- |
| Club Nacional de Football – CA Peñarol 1:1, karne 6:5 |